# Serratella ishiwatai
Serratella ishiwatai is een haft uit de familie Ephemerellidae. De wetenschappelijke naam van de soort is voor het eerst geldig gepubliceerd in 1985 door Gose.
De soort komt voor in het Palearctisch gebied.